# Młodawin Górny
Młodawin Górny [pronunciación en polaco: /mwɔˈdavin ˈɡurnaɨ/] es un pueblo ubicado en el distrito administrativo de Gmina Zapolice, dentro del Condado de Zduńska Wola, Voivodato de Łódź, en Polonia central. Se encuentra aproximadamente a 6 kilómetros al este de Zapolice, a 5 kilómetros al sur de Zduńska Wola, y a 43 kilómetros al suroeste de la capital regional Łódź.